# Пиросерная кислота
Пиросерная кислота — неорганическое соединение, двухосновная кислота с формулой H2S2O7, бесцветные кристаллы, разлагается в воде. На воздухе она дымит, так как разлагается на серную кислоту, выделяя летучий серный ангидрид, а потому называется дымящей серной кислотой.
В Энциклопедическом словаре Брокгауза и Эфрона описывается в составе нордгаузенской серной кислоты (то есть олеума) следующим образом:
О присутствии в нордгаузенской серной кислоте, по крайней мере, при низких температурах и отчасти при обыкновенной гидрата H2S2O7 надо заключить из того, что при охлаждении до 0° — 5° этот гидрат можно выделить из нее в кристаллическом виде. С другой стороны, пиросерная кислота непрочна, кристаллы ее, плавясь при 35°С, уже разлагаются при этом на H2SO4 и SO3. В растворе в серной кислоте такое разложение, несомненно, наступает еще ранее, уже при обыкновенной температуре и сопровождается выделением паров легколетучего серного ангидрида, который, встречаясь с влагой воздуха и соединяясь с ней в труднолетучий гидрат H2SO4, и обусловливает появление тяжелого белого дыма, испускаемого нордгаузенской кислотой..

## Получение
- В 100% серной кислоте содержится 0,04% пиросерной кислоты.
- В серной кислоте, насыщенной триоксидом серы (олеум), имеет место равновесие [2]:

{\displaystyle {\mathsf {SO_{3}+H_{2}SO_{4}\ \rightleftarrows H_{2}S_{2}O_{7}}}}

## Физические свойства
Пиросерная кислота образует бесцветные кристаллы
моноклинной сингонии, пространственная группа C 2/c, параметры ячейки a = 1,2955 нм, b = 1,3705 нм, c = 1,3164 нм, β = 109,2°, Z = 16
.
Реагирует с водой и этанолом.

## Химические свойства
- Разлагается водой:

{\displaystyle {\mathsf {H_{2}S_{2}O_{7}+H_{2}O\ {\xrightarrow {}}\ 2H_{2}SO_{4}}}}
- Образует соли — дисульфаты или пиросульфаты, которые получаются нагреванием гидросульфатов, например дисульфат калия:

{\displaystyle {\mathsf {2KHSO_{4}\ {\xrightarrow {T}}\ K_{2}S_{2}O_{7}+H_{2}O}}}

## Применение
Применяется в производстве органических красителей, фармацевтических препаратов, очистки нефтепродуктов.